# Snow Angels
Snow Angels es una película de 2007 de drama protagonizada por Sam Rockwell y Kate Beckinsale. Fue dirigida por David Gordon Green, que escribió el guion adaptado de la novela de 1994 de Stewart O'Nan del mismo título. La película se estrenó en una competencia dramática en el Festival de Cine de Sundance 2007. Fue lanzada el 7 de marzo de 2008.

## Sinopsis
Un drama que entrelaza la vida de una adolescente, con su vieja niñera, su marido, y su hija.

## Elenco
- Kate Beckinsale como Annie Marchand.
- Sam Rockwell como Glenn Marchand.
- Michael Angarano como Arthur Parkinson.
- Deborah Allen como May Van Dorn.
- Jeannetta Arnette como Louise Parkinson.
- Griffin Dunne como Don Parkinson.
- Olivia Thirlby como Lila Raybern.
- Connor Paolo como Warren Hardesky.
- Nicky Katt como Nate Petite.
- Amy Sedaris como Barb Petite.
- Gracie Hudson como Tara Marchand.
- Peter Blais como Mr. Eisenstat.
- Brian Downey como Frank Marchand.
- Tom Noonan como Líder de Banda.
- Pascal MacLellan como él mismo.

## Taquilla
La película se estrenó en un estreno limitado en los Estados Unidos el 7 de marzo de 2008 y recaudó US$14 247 en dos cines en su primer fin de semana.

## DVD
Warner Home Video lanzó la película en DVD el 16 de septiembre de 2008 en un disco y versiones en pantalla grande.